# Meseta de Guiza

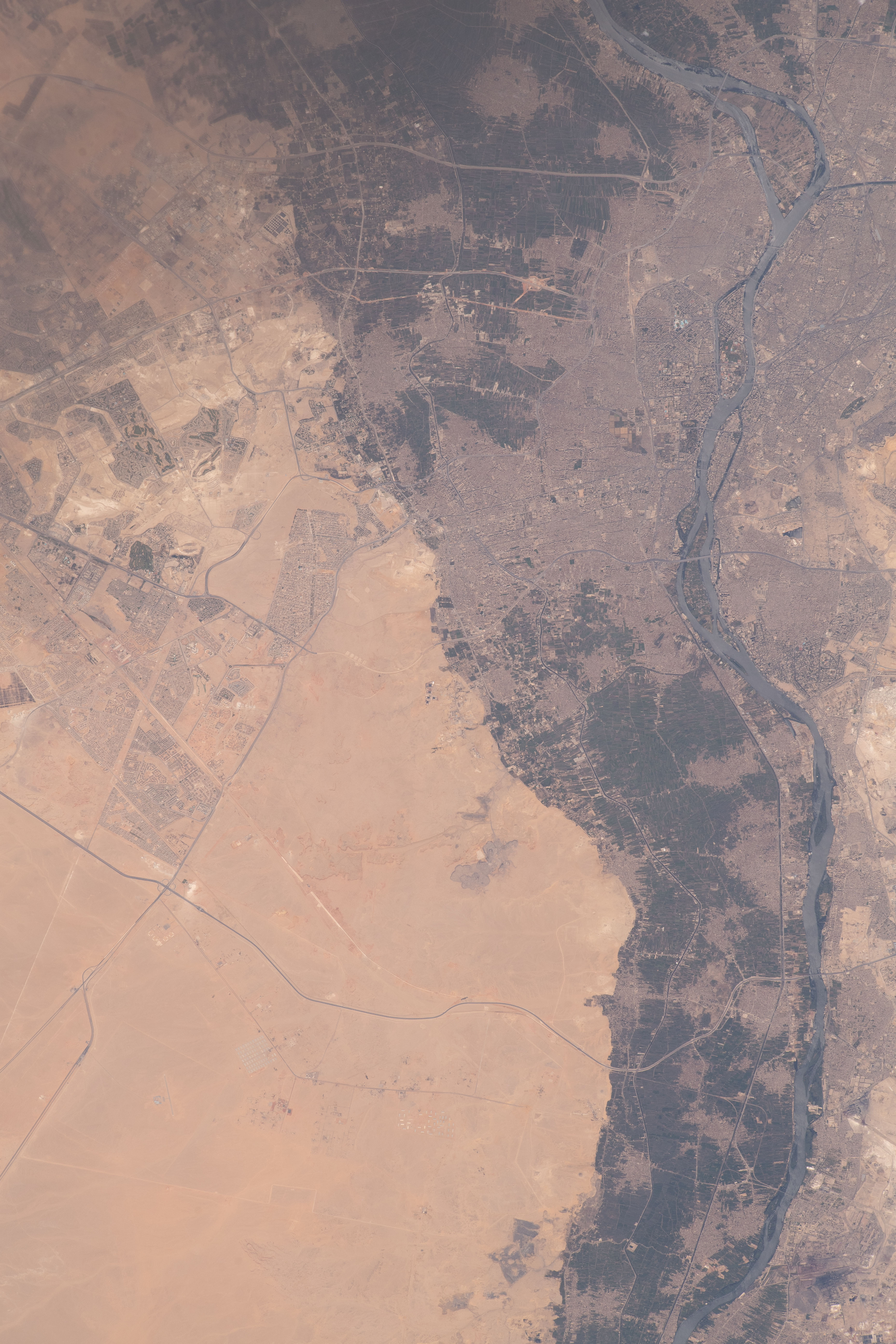
La meseta de Guizeh de norte a sur. Río Nilo a la derecha (este). ISS.

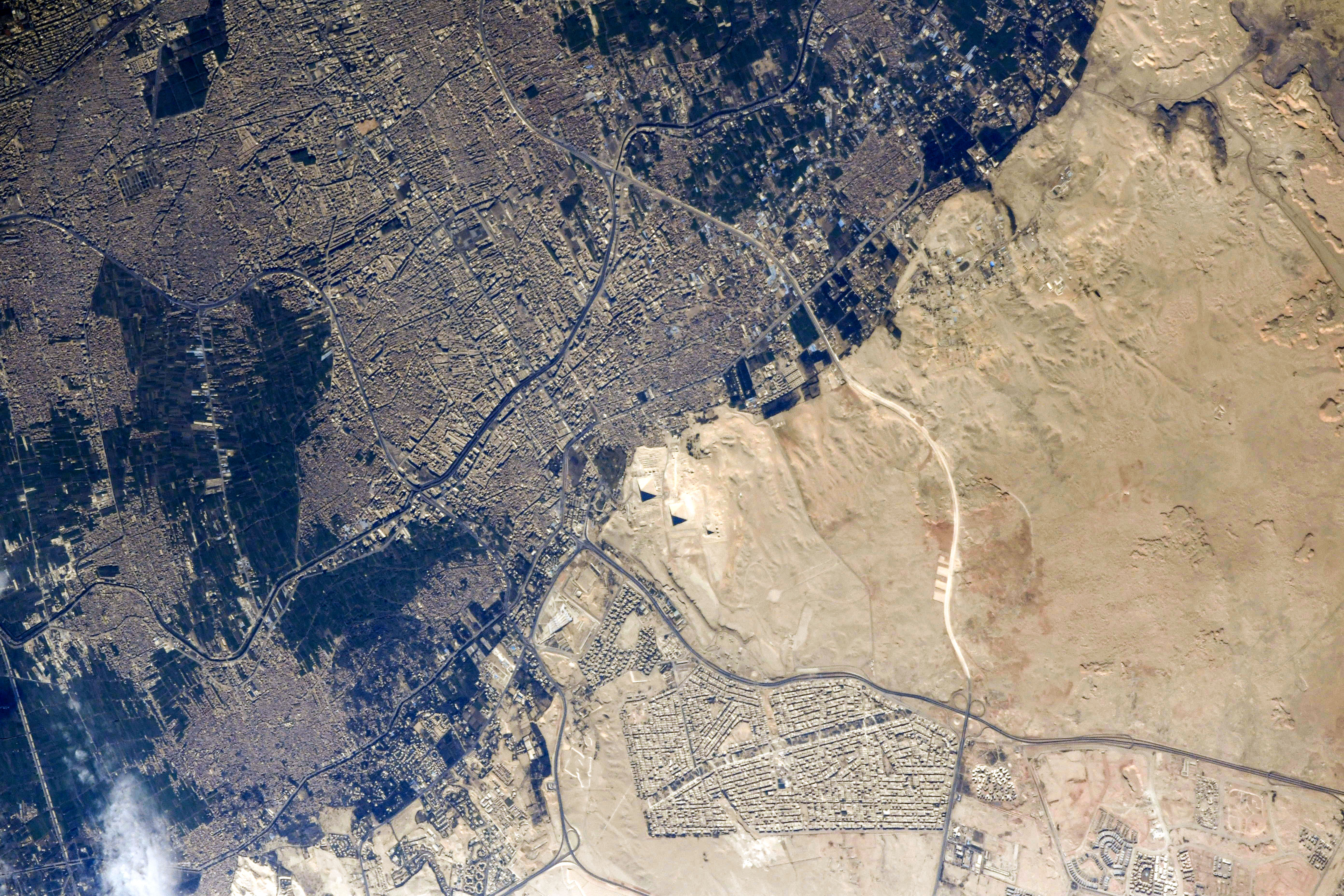
Extremo norte de la meseta de Giza (derecha y abajo). Pirámides en el centro de la fotografía. ISS.

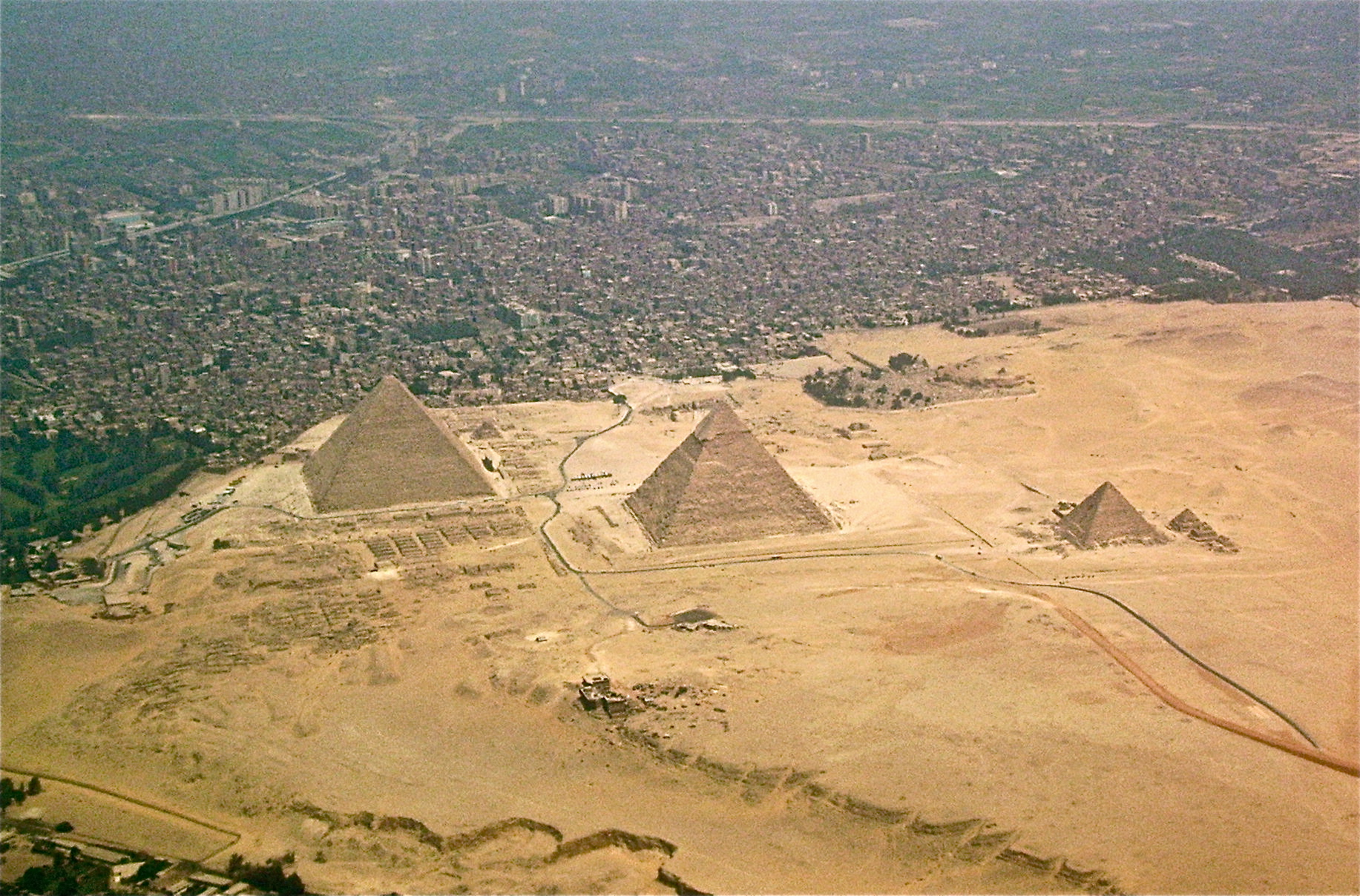
De norte a sur: parte de la ciudad de Guiza, la Necrópolis de Guiza y parte de la meseta de Giza (abajo y derecha).

La meseta de Guiza (en árabe: جيزة جيزة) (Gizèh, Gîza, Guizèh) es una meseta situada en Guiza, Egipto. La famosa Necrópolis de Guiza se encuentra en esta zona geográfica, caracterizada por un clima desértico y un terreno arenoso con poca vegetación. La altitud general es de poco más de 914 m s. n. m., pero los puntos más altos de la misma se elevan a 1300 y 1500.

## Hallazgos antiguos

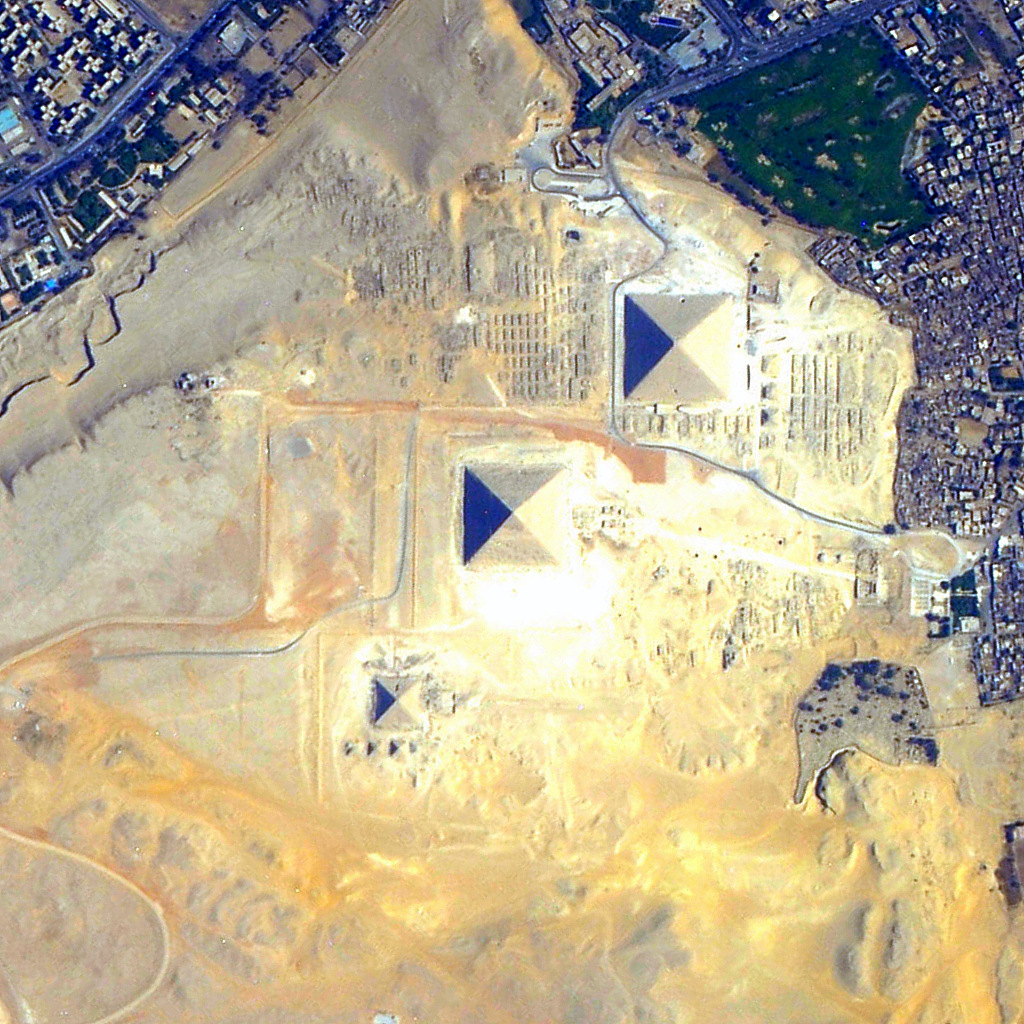
Pirámides. ISS.

La meseta tiene muchas tumbas. Una de las personas que trabajaban en la limpieza de las arenas de los alrededores de la Gran Esfinge era Eugène Grébaut, director francés del Servicio de Antigüedades.

"A principios del año 1887, el pecho, las patas, el altar y la meseta se hicieron visibles. Se desenterraron los escalones y finalmente se tomaron medidas precisas de las grandes figuras. Se encontró que la altura desde el escalón más bajo era de cien pies, y que el espacio entre las patas era de treinta y cinco pies de largo y diez pies de ancho. Aquí había antiguamente un altar; y se descubrió una estela de Tutmosis IV, registrando un sueño en el que se le ordenó que limpiara la arena que ya entonces se reunía alrededor del emplazamiento de la Esfinge".

## Historia moderna
A la moderna meseta de Guiza se accede por dos carreteras principales: la primera desde el norte conduce a la pirámide de Keops y la otra desde el este, cerca del entorno delantero de la Esfinge. Cruzan el río Nilo desde la orilla este y siguen la calzada hacia el oeste. Dominando la meseta y corriendo en una diagonal suroeste a través del sitio se encuentran las tres pirámides de los faraones Keops, Kefrén y Micerino. En un día despejado se pueden ver las pirámides de Abusir desde la meseta de Guiza. Es un lugar atractivo para turistas, investigadores y seguidores de la Nueva era.
Durante la Revolución egipcia de 2011 se produjeron varios saqueos.